# Futbol'nyj Klub Taganrog
Il Football Club Taganrog (in russo: Футбольный Клуб Таганрог) è stata una società calcistica con sede a Taganrog.

## Storia
Ha preso il posto dello storico Torpedo Taganrog. Fondata nel 2006, si è iscritta ai campionati professionistici partendo dalla terza serie.
Non è mai andata oltre questa categoria raggiungendo al massimo un sesto posto nella stagione 2012-2013. Al termine della stagione 2014-2015 il club fallì.